# Culicoides noshaquensis
Culicoides noshaquensis är en tvåvingeart som beskrevs av Tokunaga 1966. Culicoides noshaquensis ingår i släktet Culicoides och familjen svidknott. Inga underarter finns listade i Catalogue of Life.